# Anton Wappler
Anton Wappler (* 1823 in Thaya; † 12. August 1887 in Wien) war ein römisch-katholischer Kirchenhistoriker.

## Leben
Wappler wurde 1845 Priester und Religionslehrer an der Wiedener Oberrealschule in Wien. 1850 wurde er an der Wiener Universität zum Doktor der Theologie promoviert und 1868 als Nachfolger des emeritierten Anton Horny Professor der Kirchengeschichte. Nach seiner Emeritierung 1885 wurde Anton Wappler anstelle des zum Bischof von Linz ernannten Ernest Maria Müller Kanonikus rudolfinischer Stiftung am Domkapitel von St. Stephan in Wien. Er veröffentlichte mehrere Religionslehrbücher für Mittelschulen und 1884 eine Geschichte der theologischen Fakultät der Universität Wien, deren Dekan er in den akademischen Jahren 1870/1871, 1876/1877 und 1881/1882 war.

## Werke
- Katholische Religionslehre für höhere Lehranstalten. 1853. 5. Auflage 1870.
- Lehrbuch der katholischen Religion für die oberen Classen der Gymnasien. 3 Bände. 1869.
- Geschichte der göttlichen Offenbarung, zum Gebrauch an Unterrealschulen. 1863. 2. Auflage 1868.
- Cultus der katholischen Kirche, zum Gebrauch an Untergymnasien und Unterrealschulen. 1864.
- Geschichte der katholischen Kirche, Lehrbuch für Obergymnasien und Oberrealschulen. 1864. 2. Auflage 1871.
- Geschichte der theologischen Fakultät der Universität Wien. Festschrift zur Jubelfeier ihres fünfhundertjährigen Bestehens. Braumüller, Wien 1884.